# Нимба
Планина Нимба, Нуон или Ришар-Молар, позната и као Гвинејска кичма, је планински масив који се протеже између три државе у западној Африци, Либерија, Гвинеја и Обала Слоноваче. Највиши врх је Нимба, висок 1.752 m (највиши врх Гвинеје и Обале Слоноваче), а највећа насеља су Јекепа на западу Либерије и Босу у Гвинеји. Под густим шумама на обронцима планине Нимба налазе се саване богате биљним и животињским светом.
Осим дела који се налази у Либерији планина Нимба је строги резерват природе, прекогранични национални парк у Гвинеји и Обали Слоноваче, а постоји предлог да му се припоји и део који се налази у Либерији.
Национални парк планине Нимба има површину око 180 km² и уписан је 1981. године на UNESCO-ве листе Светске баштине и резервата биосфере као једно од великих уточишта дивљих животиња међу којима су неке угрожене.
Због концесије за потребе експлоатације руде гвожђа на заштићеном подручју и великог прилива избеглица у гвинејском делу парка Строги резерват природе планине Нимба је од 1992. године на листи угрожених места Светске баштине..